# Joaquim Piña i Batllevell
Joaquim Piña i Batllevell (Sabadell, 25 de maig de 1930 - Buenos Aires, 8 de juliol de 2013) fou un jesuïta català. Bisbe emèrit de Puerto Iguazú, a l'Argentina, l'any 2006 va encapçalar una coalició cívica que va aconseguir evitar un projecte de reelecció indefinida del llavors governador de la província de Misiones, l'argentí Carlos Rovira.

## Biografia
Nascut a Sabadell, Piña va cursar estudis d'Història i Filosofia a Catalunya i entrà a forma part de la Companyia de Jesús. Fou ordenat prevere jesuïta el 1961.

### Els anys a Paraguai
Va estar destinat més de vint anys al Paraguai, fins que el 1986, en impulsar la formació de les Ligas Agrarias que es van enfrontar amb el règim presidit per Alfredo Stroessner i per problemes vinculats amb la tinença de les terres i el treball explotador en el veí país, el dictador el va expulsar del territori paraguaià juntament amb altres capellans jesuïtes i altres de diocesans.

### Bisbe a l'Argentina
Va anar a la província de Misiones (Argentina) a finals de la dècada dels seixanta i es feu càrrec de la parròquia d'Itatí, situada en una barriada d'aquesta ciutat. Va començar a donar classes a col·legis religiosos locals i al seminari de Posadas. El 1987, el Vaticà va crear el Bisbat de Puerto Iguazú i el designà bisbe de la nova diòcesi, que comprèn la part septentrional de la província de Misiones. Immediatament, la seva tasca pastoral va apuntar a les demandes de sectors amb menys recursos i va crear la Pastoral Social. Piña va formar un cos de laics que van tenir una actuació destacada en l'àmbit social, i que es va caracteritzar per l'ajuda a poblacions “villeres”, com també a comunitats guaranís supervivents d'una lenta extinció, castigades per la pobresa i la indigència.
Durant la seva gestió pastoral, va ser crític amb les polítiques de Carlos Saúl Menem i dels governadors del Partit Justicialista (peronista) Ramón Porta i Carlos Rovira.
El 2006, ja acceptada la seva renúncia per raons d'edat al càrrec episcopal, va liderar la coalició cívica denominada Frente Unidos por la Dignidad (FUD), que en les eleccions per les convencionals constituents va derrotar, per més de 13 punts, el partit governant, frustrant les aspiracions de Rovira de modificar la Constitució Provincial, amb l'objectiu de permetre la seva reelecció indefinida.
Aquesta contesa electoral va tenir molta repercussió a tot el país, ja que el president Néstor Kirchner havia manifestat emfàticament el seu suport al mandatari provincial. Després de la contundent derrota de Rovira, van ser desactivats projectes similars de reelecció indefinida que tenien previstos altres governadors, com Eduardo Fellner (Jujuy) i Felipe Solá (Buenos Aires).
L'actual Papa, en aquell moment bisbe de Buenos Aires i president de la Conferència Episcopal argentina, que li havia donat suport el 2006, el va designar delegat de l'Episcopat a la Pastoral Aborigen, fins que, en complir 75 anys, esdevingué bisbe emèrit d'Iguaçú.
Piña va morir d'un atac de cor el 8 de juliol del 2013.